# Shadow Madness
 (juin 2019).
Si vous disposez d'ouvrages ou d'articles de référence ou si vous connaissez des sites web de qualité traitant du thème abordé ici, merci de compléter l'article en donnant les références utiles à sa vérifiabilité et en les liant à la section « Notes et références ».
Shadow Madness (trad. litt. : « Folie de l'ombre ») est un jeu vidéo de rôle tactique tour par tour, le premier jeu vidéo développé par Crave Entertainment. Le jeu a obtenu des critiques mitigées. Shadow Madness était emballé avec un disque de démonstration séparé pour Jade Cocoon.

## Système de jeu
Le groupe du joueur est composé de trois membres, chacun avec ses forces et ses faiblesses. En combat, le joueur a le choix d'utiliser des attaques physiques, de la magie, des objets et de fuir. Il joue la même chose sur le terrain en termes d'utilisation de l'inventaire, de déplacement et de discussion avec des personnages non-joueurs.
Les batailles dans Shadow Madness sont aléatoires, mais un aspect unique de ce système permet aux joueurs d'éviter certaines batailles. En explorant, on entend le grondement d'un monstre. En appuyant simultanément sur L2 et R2, Stinger se "cachera" au sol, ce qui permettra au joueur d'éviter éventuellement une bataille. Shadow Madness utilise certains éléments du système de combat actif de Square. En particulier, les ennemis n'attendront pas pour attaquer. Le niveau d'expérience maximal qu'un personnage peut atteindre est de 15. Les personnages peuvent déclencher de puissantes "invocations" lors d'un combat.
Shadow Madness propose des modèles polygonaux 3D sur des arrière-plans 2D préalablement rendus, les scènes de bataille se déroulant dans un environnement entièrement en 3D. Le jeu comprend des cinématiques en images de synthèse pour faire avancer le scénario.

## Intrigue

### Histoire
Le scénario est centré sur la sauvegarde du monde d’une peste mystérieuse qui se propage rapidement. Le joueur prend le rôle de Stinger, dont la ville vient d'être détruite. Le joueur rencontre de nombreux amis et ennemis sur le chemin à suivre pour découvrir comment le chaos a commencé et comment il peut être arrêté.

### Personnage
- Stinger - Quand le chaos aura balayé sa ville natale, il a juré de mettre fin au chaos.
- Windleaf - se joint à Stinger après l'attaque de son village isolé de Sylvan.
- Harv-5 - Un robot créé à l'origine pour récolter des cultures, mais lorsque les démons détruisent ses champs et sa maison, il se met en quête de son objectif. Son slogan est "Il y aura la mort".
- Xero Von Moon - Un guerrier mage qui a été ressuscité de son sommeil profond, il n'a pas de corps et flotte donc simplement avec sa tête.
- Clemett - C'est un natif de gadget, mais il n'était pas d'accord avec la façon dont ils vivaient, alors il est allé vivre avec des humains. Quand le chaos a commencé, il s'est engagé à protéger ses "amis".
- Jirina - Elle est une fière Org-Ta et est née dans le monde souterrain connu sous le nom de Wyldern. Son peuple a été asservi par les Darg qui ont transformé un pays autrefois pacifique en un enfer tordu. Elle jure de se venger.

## Développement
L'équipe de développement de Big Rain, Shadow Madness, comprenait Ted Woolsey, qui a aidé à la scénarisation de l'histoire. Paul Reed, qui a écrit l'histoire du jeu, a déjà travaillé sur le jeu de rôle d'action Super Nintendo, Secret of Evermore, avant de créer Shadow Madness. Il a ensuite travaillé sur Metroid Prime pour la GameCube. La plupart du personnel de développement de Shadow Madness était nouveau dans l'industrie et apprenait au fur et à mesure de la conception du jeu.[réf. nécessaire]
Avant sa sortie, l'éditeur ASCII Entertainment avait abandonné le jeu, probablement en raison du manque de fonds de la société. Shadow Madness a été repris plus tard par Crave Entertainment. Woolsey s'est appuyé sur Final Fantasy VII pour prouver que les joueurs étaient intéressés par des jeux de rôle aboutis avec des graphismes réalistes.
Une version pour Game.com était en développement, mais a finalement été annulée.

### Musique
La majeure partie de la musique de Shadow Madness est délibérément sombre et crée une ambiance. Contrairement à la plupart des autres jeux de rôle au tour par tour, Shadow Madness comporte plusieurs thèmes de bataille, dont la plupart sont de nature orchestrale.

## Réception
Shadow Madness a reçu des critiques «mitigées» selon l’agrégateur de critiques de jeux vidéo GameRankings.
Official U.S. PlayStation Magazine a décerné au jeu le prix du plus mauvais design de personnage dans ses 1999 Editors 'Awards.[réf. nécessaire] GameSpot a résumé en disant, "Celui qui a dit que les graphiques importent peu n'a jamais joué à Shadow Madness". X-Play  place au troisième rang Shadow Madness des cinq meilleures vidéos de jeux de rôle.
| Score agrégé    | Score agrégé |
| --------------- | ------------ |
| Noteurs         | Natation     |
| GameRankings    | 65%          |
| Review          |              |
| AllGame         | 2,5/5        |
| Game Informer   | 6/10         |
| Game Revolution | B            |
| GamePro         | 4/5          |
| GameSpot        | 4,3/10       |
| IGN             | 7/10         |
| OPM (US)        | 2,5/5        |
| PSM             | 3,5/5        |